# Prima Hyadum
Prima Hyadum eller Gamma Tauri (γ Tauri, förkortat Gamma Tau, γ Tau) som är stjärnans Bayerbeteckning, är en jättestjärna belägen i den mellersta delen av stjärnbilden Oxen och ingår i stjärnhopen Hyaderna. Den har en skenbar magnitud på 3,65 och är klart synlig för blotta ögat. Baserat på parallaxmätning inom Hipparcosuppdraget på ca 21,2 mas, beräknas den befinna sig på ett avstånd av ca 154 ljusår (47 parsek) från solen.

## Egenskaper
Prima Hyadum är en jättestjärna  av spektralklass G8 eller K0. Den har gått igenom huvudseriefasen och är nu en röd klumpjätte, vilket betyder att den använder kärnfusion av helium i sin kärna för att producera energi.
Den har en massa som är 2,7 gånger solens massa och en uppskattad radie som är 13,4 gånger större än solens. Den utsänder från dess fotosfär ca 85 gånger mera energi än solen vid en effektiv temperatur på ca 4 840 K.
Åldersuppskattningar för Prima Hyadum varierar från 430 miljoner till 530 miljoner år jämfört med Hyades-gruppens ålder på ca 625 miljoner år med en felmarginal på 50 miljoner år. Med sin stora storlek och låga projicerade rotationshastighet på 4 km/s, tar det cirka 253 dygn för den att genomföra en rotation.